# Beatriz Iraburu
Beatriz Iraburu Elizondo (Pamplona, 1951) es una periodista española, ganadora del Premio de Periodismo Cirilo Rodríguez en 1990.

## Biografía
Licenciada en Ciencias de la Información por la Universidad de Navarra, se inició como periodista en El Diario de Mallorca para seguir después en Deia (Bilbao), hasta que en 1978 se incorporó al Grupo Correo como corresponsal, fundamentalmente en Europa donde pasó quince años: Londres, París y Roma, y en Washington (Estados Unidos) donde estuvo ocho. En 2001 dejó la corresponsalía en Roma para descansar, tiempo durante el cual se le diagnosticó un cáncer de mama que superó y cuya experiencia reflejó en el libro Cáncer de mama. Claves y relatos (2008). Ganadora del Premio Cirilo Rodríguez de Periodismo en 1990 durante su estancia en Washington, que la acreditó como la mejor corresponsal de un medio de información español en el exterior, es miembro del comité asesor e investigadora del think tank europeo con sede en Madrid, Fundación para las Relaciones Internacionales y el Diálogo Exterior (FRIDE). Sus crónicas como corresponsal son consideradas «un ejercicio extraordinario de concisión, agudeza, ternura y sentido del humor», donde  la información se elabora desde el rigor y un profundo conocimiento del entorno.